# Kontinuirano merenje glukoze
Kontinuirano merenje glukoze je endokrinološka metoda ili parametar koji se koriste za procenu nivoa regulisanosti šećerne bolesti. Izvodi se uz pomoć potkožnog senzora (mala platinasta elektroda koja meri napon struje nastao oksidacijom glukoze) koji registruje informacije i potom ih pretvara u elektronski signal kojeg registruje merni instrument. Senzor se koristi jednokratno za pojedinačnog bolesnika, koji ga nosi 6 dana da bi se sa njega preko posebnog kompjuterskog programa memorisali podaci koji omogućavaju analizu glukoze.
Kontinuirano merenje glukoze u krvi nije zamena za klasično merenje glukometrom kod većine bolesnika nego korak dalje u praćenju kretanja glikemije kod zahtevnijih (težih) bolesnika sa šećernom bolesti. Merenje jednokratne glikemije i kontinuiranog merenja glukoze po nekim autorima može se uporediti sa fotografijom i filmskim snimkom tog istog prizora.

## Opšte informacije
Američka asocijacija za dijabetes je, 2010. godine, usvojila preporuke, u kojima je definisala sledeće dijagnostičke kriterijume za šećernu bolest, na osnovu kojih se vrši i kontinuirano merenje glukoze:
1. HbA1C ≥ 6.5% ili,
2. Glikemija natašte ≥ 7,0 mmol/L ili,
3. Glikemija u toku OGT testa sa 75 g glukoze u 120.minutu ≥ 11,1 mmol/L ili,
4. Glikemija u bilo kom slučajnom uzorku krvi (bez obzira na obrok) ≥ 11,1 mmol/L, uz prisustvo tipičnih dijabetesnih simptoma (poliurija, polidipsija, gubitak telesne težine).

## Najćešće korišćene metode za merenje glukoze i nihove loše strane
Danas se u medicinskoj praksi koristi više metoda za procenu regulisanosti šećerne bolesti, koje su za većinu bolesnika dovoljne. U ove metode spadaju:

### Glikozilirani HbA1c
Međunarodni ekspertski komitet (u čijem sastavu su Američka asocijacija za dijabetes (ADA), Evropska asocijacija za studije o šećernoj bolesti (EASD) i Međunarodna federacija za šećernu bolest (IDF), osnovan sa ciljem da definiše nove parametre za dijagnozu dijabetesa, izdala je 2008. godine konsenzus preporuka i uvrstila je HbA1c kao kriterijum za postavljanje dijagnoze. Prema ovim preporukama, predložena je vrednost HbA1c od 6,5% kao dovoljno senzitivna i specifična da može predstavljati graničnu vrednost za postavljanje dijagnoze.
Hemoglobin A1c (HbA1c) je produkt neenzimatskog vezivanja molekule heksoze (glukoze) za N-terminalni deo aminokiseline u molekuli hemoglobina. Vezivanje glukoze je kontinuirani proces tokom celog životnog veka eritrocita i zavisi isključivo od koncentracije glukoze i vremena izlaganja eritocita (odnosno hemoglobina) glukozi u krvi.  
Glikozilirani HbA1c daje uvid u regulisanost šećerne bolesti u posednja dva do tri meseca,   jer prikazuje prosečan nivo glukoze u predhodnom periodu (u proseku 8-12 nedelja unazad, zavisno od osobe do osobe) i mnogo je bolji indikator dugoročne kontrole glikemije od određivanja same glukoze u krvi i urinu. HbA1c ne pokazuje oscilacije pa će istu vrednost imati osoba koja ima trajno dobre nalaze kao i ona koja ima učestalo više i učestalo niže nalaze šećera u krvi.

### Selektivno merenje glukoze u krvi u kućnim ili ambulantnim uslovima
Merenje u kućnim i ambulantnim uslovima (uz primenu specijalno dizajniranih glukometara za kućnu i laboratorisku upotrebu), daja trenutne rezultate niivo glukoze u krvi. Merenjem glukoze u krvi glukometrom (koje bolesnik radi sam ili mu se mjeri u ordinaciji ili laboratoriji) dobijaju se trenutni rezultati vrednosti glukoze, tako da neki delovi dana ostaju nepoznati.

### Određivanje profila glukoze u ambulantim uslovima
Merenje profesionalnim uređajima daju trenutne rezultate nivoa glukoze u krvi u 24. časa(tablica 1). Uobičajeno se radi određivanjem vrednost glukoze u krvi u 4-6 navrata tokom 24 sata. 

### Loše strane navedenih metoda
Kakao se nivo glukoze u krvi menja unutar nekoliko minuta tokom jednog sata glukoza može varirati i više od 10 mmol/l. Zbog toga se može dogoditi da merenja glukoze 4 puta na dan ukazuju na zadovoljavajuću regulaciju glikemije, a vrednosti glukoziliranog hemoglobina na lošu metaboličku regulaciju što znači da je između tih merenja bilo većih oscilacija glikemije koje samokontrolom nisu izmerene 
U slučajevima neprepoznatih nižih vrednosti šećera, nejasnih noćnih događaja, velikih varijacija glikemije (pada i/ili porasta), nejasnih kretanja glikemije u nekim delovima dana (noć, fizički napor, nakon obroka) ili nesrazmera laboratorijskih nalaza potrebne su i druge metode praćenja. 
U svakodnevnoj praksi danas se u svetu koristi nekoliko metoda – mikrodijaliza, reverzibilna jonoforeza i enzimska transkutana elektroda, koja se najčešće koristi, a zasniva se na merenju glukoze preko tečnosti u tkivu, umesto direktno iz krvi.
| Parametri       | Selektivno merenje šećera u krvi | Kontinuirano merenje šećera u krvi | HbA1c           |
| --------------- | -------------------------------- | ---------------------------------- | --------------- |
| Učestalost      | 1-8/24h                          | 288/24h                            | 1/3 meseca      |
| Vreme praćenja  | oko 1 minut                      | do 72 časa                         | 2—3 meseca.     |
| Period praćenja | trenutno                         | unazad 3 dana                      | unazad 3 meseca |
| Prikaz          | 1 vrednost                       | kriva                              | 1 vrednost      |

## Kontinuirano merenje glukoze
Godine 1970. u kliničkoj je praksi počela primjena „veštačke gušterače“ koja je kontinuirano merila nivo glukoze u krvi tokom 24 sata i prema kompjuterskom izračunavanju ubrizgavala potrebnu količinu insulina. Nakon uočene oscilacije glikemije započelo se sa traženjem načina kontinuiranog merenja glukoze kako bi se dobio bolji uvid u kretanje glikemije tokom 24 sata i tome prilagodila terapija.
U svakodnevnoj praksi u svetu danas se koristi nekoliko metoda minimalno invazivnog merenja: 

### Enzimatska transkutana elektroda(CGMS MiniMed)
Senzor (elektrod aparata) se jednostavnim postupkom aplikacije, poput primene supkutane injekcije, implantira u potkožno tkivo gde su namanja odstupanja nivo glukoze od krvi u euglikemijskim područjima.
Enzimatskom elektrodom merenja se odvijaju preko supkutane platinaste elektrode koja meri napon struje nastao oksidacijom glukoze (glukoza oksidaza) koja se taloži na platinastu elektrodu, i stvara hidrogen peroksid koji se detektuje elektrohemijskom metodom. 
Kako nagle promene nivoa glukoze imaju odstupanja i do 10 minuta, potrebno je tokom dana učiniti najmanje 2 kalibracije uređaja sa vrednostima glukoze u krvi. Naime senzor pretvara vrednosti glukoze intersticijalnwe tečnosti u elektronički signal koji potom registruje merni instrument CGMS (енгл. Continous Glucose Monitoring System).
Merenje se odvija kontinuirano kroz 72 časa, a merni instrument beleži vrednosti glukoze svakih 10 sekundi i potom svakih 5 minuta izračunava prosečnu vrednost glukoze za navedeni period i skladišti je u memoriji. Ovim postupkom instrument evidentira 288 merenja u periodu od 24 časa. Sistem prikazuje vrednosti glukoze u realnom vremenu, izračunava grafikone trenda i strelicama označava smer kretanja glukoze.

### Mikrodijaliza(GlucoDay Menarini)
Metoda mikrodijalize upotrebljava biоhеmijsku komponentu potkožnog enzimatskog biosenzora u kombinaciji sa mikrodijalizom. Fino mikropropusno vlakno koje je implantirano u potkožno tkivo ispire se izotoničnim rastvorom. Glukoza difunduje iz potkožnog tkiva kroz ovo vlakno i potom se transportuje pumpom u uređaj koji očitava vrednosti glukoze.
Kako se radi o tehnici mikrodijalize, ova aplikacija je zahtevnija od drugih. 
Uređaj očitava glukozu u potkožnom tkivu svake 3 minute tokom 48 časova. Trenutni rezultati merenja mogu se očitati na ekranu uređaja koji bolesnik nosi oko struka.

### Reverzna jontoforeza(GlucoWatch Cygnus)
Reverznom jontoforezom odašilju se elektroni slabe struje između dve elektrode na koži. Joni vezani za anodu i katodu prenose vodu i glukozu iz intersticijuma na kožu pomoću endoosmoze. Hidrogel na pozadini senzora apsorbuje tečnost sa glukozom i meri koncentraciju glukoze biosenzornom tehnologijom. Potom se izmereni napon pretvara u numeričke vrednosti glukoze.
Uređaj u obliku sata meri nivo glukoze u potkožnom tkivu svakih 10 minuta toko 12 časova, a zbog odstupanja potrebno ga je baždariti sa vrednostima dobijenim iz kapilarnog uzorka krvi.
Nedostaci su — velika osjetljivost uređaja na promenu telesne i spoljašnje temperature, nagle pokrete ruke, izostanak merenja pri pojačanom znojenju kože ili se uređaj sam isključuje zbog učestalih pogrešaka u merenju. Moguća je i iritacija kože uz eritem i svrbež, a dlakavost na mestu aplikacije prepreka je za pouzdano iščitavanje rezultata, pa ju je potrebno odstraniti. Iz navedenih ovaj način merenja glukoze u poslednje vreme se ne primenjuje, već se koriste nove pouzdanije metode neinvazivnih merenja.

## Indikacije
Kontinuirano merenje glukoze indikovano je u 
- različitim oblicima šećerne bolesti,
- kada obolela osoba ne oseća hipoglikemije, pa ne može pravovremeno reagovati,
- u slučajevima velike varijabilnosti nivoa šećera u krvi (česte hipoglikemije i hiperglikemije),
- u trudnoći,
- za različite potrebe dijagnostikovanja bolesti,
- pronalaženje grešaka u terapiji.
- u loše regulisanom dijabetesu uprkos intenziviranom insulinskom lečenju uz optimalnu samokontrolu.

Primarna upotreba kontinuiranog monitoringa preporučuje se kod insulin zavisnog oblikabolesti, naročito u osoba s nestabilnim i loše regulisanom šećernom bolesti.
Kontinuirano merenje glukoze koristi se i kod bolesnika koji prelaze na terapiju insulinskom pumpom kako bi se sa sigurnošću mogla rasporediti potrebna količina insulina u različitim vremenskim razdobljima tokom 24 časa.
Kontinuirano merenje šećera u krvi nije zamena za klasično merenje šećera u krvi glukometrom. Merenje glukometrom nekoliko puta dnevno je preporučeno uz te uređaje radi kalibracije sistema.

## Veštačka gušterača(Mini-Med Paradigm Real-Time System)
U novije vreme započeta je i primena sistema koji objedinjuje insulinsku pumpu sa kontinuiranim merenjem glukoze pomoću senzora енгл. (Mini-Med Paradigm Real-Time System).
Kod ovih uređaja na insulinskoj pumpi moguće je pratiti kretanje glukoze tokom 24 časa u obliku numeričkih vrednosti, trendova porasta ili pada glukoze i grafičkog prikaza vrednosti. 
Povezivanjem ova dva sistema približilo se „vetačkoj gušterači” koja sama isporučuje insulin na osnovu izmerenih vrednosti glukoze. Međutim za sada još nije moguće da se pacijenti sasvim oslone na tako dobijene podatke, već bolesnici na osnovu rezultata samokontrole i prethodne edukacije određuju koliko će se insulina insulinskom pumpom ubrizgati.

## Spoljašnje veze
- Continuous Glucose Monitoring (језик: енглески)

|  | Molimo Vas, obratite pažnju na važno upozorenje u vezi sa temama iz oblasti medicine (zdravlja). |